# Наутренская волость
На́утренская во́лость (латыш. Nautrēnu pagasts, латг. Nautrānu pogosts) — одна из двадцати пяти территориальных единиц Резекненского края Латвии. Находится в северо-восточной части края. Граничит с Илзескалнской, Дрицанской, Стружанской и Гайгалавской волостями своего края, Кришьянской волостью Балвского края, а также с Межвидской и Салнавской волостями Карсавского края.
Крупнейшими населёнными пунктами волости являются сёла: Роговка (волостной центр), Жоготас, Свикли, Дектери, Мейкали, Ранчани, Знутени, Билсени, Сарни.
В Роговке находится Наутренская католическая церковь.
По территории волости протекают реки Ича и Зушупе. Из крупных озёр — Пуятуэзерс и Мозазарс.

## История
До 1925 года Наутренская волость называлась Зальмуйжской. В 1935 году площадь Наутренской волости Лудзенского уезда составляла 153,8 км², при населении в 6368 жителей.
В 1945 году в Наутренской волости были созданы Кристинский, Межвидский, Миглениекский и Наутренский сельские советы. После отмены в 1949 году волостного деления Кристинский сельсовет входил в состав Резекненского уезда (1947—1949), Карсавского (1949—1962), Резекненского (17.04.1962-18.12.1962) и Лудзенского (1962—1999) районов.
В 1954 году к Кристинскому сельсовету была присоединена территория ликвидированного Брожгульского сельсовета. В 1960 году — территория совхоза «Наутрени» Наутренского сельсовета. В 1965 году Кристинский сельсовет был переименован в Наутренский сельсовет. В 1979 году к Наутренскому сельсовету была присоединена часть территории Миглиниекского сельсовета.
В 1990 году Наутренский сельсовет был реорганизован в волость. В 1999 году Наутренская волость была включена в состав Резекненского района. В 2009 году, по окончании латвийской административно-территориальной реформы, Наутренская волость вошла в состав Резекненского края.

## Известные люди
- Янис Пуятс (род. 1930) — латвийский кардинал, архиепископ Риги с 1991 по 2010 годы.